# Rivière Noire (rivière Montmorency)
Pour les articles homonymes, voir Rivière Noire.
La rivière Noire est un affluent de la rive est de la rivière Montmorency. Elle coule dans le territoire non organisé de Lac-Jacques-Cartier, dans la municipalité régionale de comté (MRC) de La Côte-de-Beaupré, dans la région administrative de la Capitale-Nationale, dans la province de Québec, au Canada.
Cette vallée est surtout desservie par une route forestière R0303 qui vient du sud en passant du côté ouest du mont Robert-Bellefeuille, puis en coupant la rivière Noire et remonter vers le nord par le côté Est de son cours. En approchant de la zone de marais située à l'ouest de la partie sud du lac des Neiges, la route fait un crochet vers l'est pour contourner par le sud ce dernier lac et continuer vers le nord sur la rive est.
À cause de son altitude, la surface de la partie supérieure de la rivière Noire est généralement gelée de la fin novembre jusqu'au début d'avril ; toutefois la circulation sécuritaire sur la glace se fait généralement de la mi-décembre à la fin de mars. La partie inférieure du cours de la rivière affiche une période de gel d'environ une semaine de moins que la partie supérieure. Le niveau de l'eau de la rivière varie selon les saisons et les précipitations ; la crue printanière survient en mars ou avril.

## Géographie
La rivière Noire prend sa source dans le lac Asticot (longueur : 0,4 km ; altitude : 906 m), dans la réserve faunique des Laurentides, dans le territoire non organisé de Lac-Jacques-Cartier. Ce lac encaissé entre les montagnes est situé au pied (versant ouest) du mont Jean-Hubert dont le sommet (altitude : 1 061 m est situé à 1,1 km à l'est. Son embouchure est située à  1,8 km à l'ouest du lac des Neiges, à 2,2 km à l'est du lac Gamache lequel constitue le lac de tête de la rivière Malbaie.
À partir de l'embouchure du lac Asticot, la rivière Noire descend sur 21,9 km, avec une dénivellation de 326 m selon les segments suivants :
Partie supérieure de la rivière Noire (segment de 9,5 km)
- 0,6 km d'abord vers le sud en traversant le lac des Rainettes (longueur : 0,5 km ; altitude : 900 m) jusqu'à son embouchure ;
- 2,8 km vers le sud en traversant le lac des Loirs (longueur : 0,24 km ; altitude : 904 m), jusqu'à la décharge (venant du sud-ouest) du lac Roza ;
- 3,9 km vers le sud-est en traversant une zone de marais jusqu'à un coude de rivière qui forme une boucle vers l'est, puis vers le sud-ouest en débutant en zone de marais sur 1,7 km où le cours forme quelques petites boucles et un crochet vers l'ouest, jusqu'à un coude de rivière ;
- 2,2 km vers le sud notamment en traversant le lac Bernier (longueur : 1,0 km ; altitude : 826 m), jusqu'à son embouchure ;

Partie inférieure de la rivière Noire (segment de 12,4 km)
- 3,1 km vers le sud en recueillant un ruisseau (venant de l'ouest), en traversant une zone de marais et en traversant le lac Noir (longueur : 0,65 km ; altitude : 794 m), jusqu'à son embouchure ;
- 3,7 km vers le sud-est en recueillant la décharge (venant du nord-ouest) du lac Belle Fontaine, en coupant la route forestière R0308 et en entrant dans la Forêt Montmorency, en descendant dans une vallée bien encaissée, jusqu'à un ruisseau (venant du nord) ;
- 5,6 km vers le sud dans une vallée de plus en plus encaissée, relativement en ligne droite tout en formant quelques petits croches, jusqu'à son embouchure[3].

Les derniers 9,3 km du cours de la rivière Noire traversent la Forêt Montmorency. À partir de la confluence de la rivière Noire, le courant coule sur 61,9 km généralement vers le sud par le cours de la rivière Montmorency, jusqu'à la rive nord-ouest du fleuve Saint-Laurent.

## Toponymie
Le toponyme rivière Noire a été officialisé le 1er juin 1972 à la Commission de toponymie du Québec.